# Municipio de Aroma
El municipio de Aroma (en inglés: Aroma Township) es un municipio ubicado en el condado de Kankakee en el estado estadounidense de Illinois. En el año 2010 tenía una población de 5157 habitantes y una densidad poblacional de 52,43 personas por km².

## Geografía
El municipio de Aroma se encuentra ubicado en las coordenadas 41°4′22″N 87°47′7″O / 41.07278, -87.78528. Según la Oficina del Censo de los Estados Unidos, el municipio tiene una superficie total de 98.36 km², de la cual 95,99 km² corresponden a tierra firme y (2,41 %) 2,37 km² es agua.

## Demografía
Según el censo de 2010, había 5157 personas residiendo en el municipio de Aroma. La densidad de población era de 52,43 hab./km². De los 5157 habitantes, el municipio de Aroma estaba compuesto por el 78,63 % blancos, el 13,83 % eran afroamericanos, el 0,16 % eran amerindios, el 0,43 % eran asiáticos, el 5,41 % eran de otras razas y el 1,55 % eran de una mezcla de razas. Del total de la población el 10,04 % eran hispanos o latinos de cualquier raza.